# Oleg Lanin
Oleg Olegovič Lanin (in russo Олег Олегович Ланин?; Ust'-Labinsk, 22 gennaio 1996) è un calciatore russo, centrocampista del Černomorec Novorossijsk.

## Statistiche

### Presenze e reti nei club
Statistiche aggiornate al 1º giugno 2019.
| Stagione               | Squadra                | Campionato             | Campionato | Campionato | Coppe nazionali | Coppe nazionali | Coppe nazionali | Coppe continentali | Coppe continentali | Coppe continentali | Altre coppe | Altre coppe | Altre coppe | Totale | Totale | Totale |
| Stagione               | Squadra                | Comp                   | Pres       | Reti       | Comp            | Pres            | Reti            | Comp               | Pres               | Reti               | Comp        | Pres        | Reti        | Pres   | Reti   |        |
| ---------------------- | ---------------------- | ---------------------- | ---------- | ---------- | --------------- | --------------- | --------------- | ------------------ | ------------------ | ------------------ | ----------- | ----------- | ----------- | ------ | ------ | ------ |
| 2013-2014              | Krasnodar              | PL                     | 0          | 0          | CR              | 1               | 0               | -                  | -                  | -                  | -           | -           | -           | 1      | 0      |        |
| 2014-2015              | Krasnodar              | PL                     | 0          | 0          | CR              | 0               | 0               | UEL                | 0                  | 0                  | -           | -           | -           | 0      | 0      |        |
| Totale Krasnodar       | Totale Krasnodar       | Totale Krasnodar       | 0          | 0          |                 | 1               | 0               |                    | 0                  | 0                  |             | -           | -           | 1      | 0      |        |
| 2015-2016              | Baltika                | PFN Ligi               | 37         | 1          | CR              | 1               | 0               | -                  | -                  | -                  | -           | -           | -           | 38     | 1      |        |
| 2016-2017              | Enisej                 | PFN Ligi               | 35+2       | 1          | CR              | 3               | 0               | -                  | -                  | -                  | -           | -           | -           | 40     | 1      |        |
| 2017-2018              | Kryl'ja Sovetov        | PFN Ligi               | 31         | 0          | CR              | 3               | 0               | -                  | -                  | -                  | -           | -           | -           | 34     | 0      |        |
| 2018-gen.2019          | Kryl'ja Sovetov        | PL                     | 8          | 0          | CR              | 1               | 0               | -                  | -                  | -                  | -           | -           | -           | 9      | 0      |        |
| Totale Kryl'ja Sovetov | Totale Kryl'ja Sovetov | Totale Kryl'ja Sovetov | 39         | 0          |                 | 4               | 0               |                    | -                  | -                  |             | -           | -           | 43     | 0      |        |
| gen-giu 2019           | Chimki                 | PFN Ligi               | 10         | 0          | CR              | -               | -               | -                  | -                  | -                  | -           | -           | -           | 10     | 0      |        |
| Totale carriera        | Totale carriera        | Totale carriera        | 123        | 2          |                 | 9               | 0               |                    | 0                  | 0                  |             | -           | -           | 132    | 2      |        |